# 덴가차야역
덴가차야역(일본어: 天下茶屋駅, てんがちゃやえき)은 일본 오사카부 오사카시 니시나리구에 있는 난카이 전기철도와 오사카시 고속 전기궤도의 역이다.

## 역 구조

### 난카이 전기 철도
상대식 승강장(1,4번선) 사이에 섬식 승강장 1면(2,3번선)이 있어, 총 3면 4선의 구조인 고가역이다. 승강장 유효장은 난카이 선이 8량, 고야 선이 10량이다.
난카이 본선 및 고야 선은, 회송을 제외한 모든열차가 정차한다. 실제 두 노선의 분기역인 기시노사토다마데역에서 우등 열차가 정차하지 않고, 한편 갈아타는 시간을 필요로 하는 것부터, 당역이 실질적인 난카이 본선과 고야 선의 상호환승역이 되고 있다. 2001년 난카이 본선의 다이어 개정까지는 신이마미야역이 환승역으로 취급되었다.
개찰구·중앙광장은 2층, 승강장은 3층에 있다. 1층에서 2층 사이와 2층에서 3층 사이에는, 엘리베이터·에스컬레이터가 설치되어 있다. 또, 개찰구 밖에는 음식점이 있다.
화장실은 개찰내에 설치되어 있어 유니버설 화장실을 병설한다.

#### 승강장
| 1 | ■ 고야 선   | 하행               | 사카이히가시・가와치나가노・하시모토・고야산 방면 |
| 1 | ■ 고야 선   | 센보쿠 고속선 직결 | 이즈미추오 방면                                   |
| 2 | ■ 고야 선   | 상행               | 이마미야에비스・난바 방면                         |
| 3 | ■ 난카이 선 | 하행               | 사카이・기시와다・이즈미사노・와카야마시 방면     |
| 3 | ■ 난카이 선 | ■ 공항선 직결      | 간사이 공항 방면                                  |
| 4 | ■ 난카이 선 | 상행               | 난바 행                                           |

### 오사카 시영 지하철
혼합식 승강장 2면 3선 지하역이지만, 개찰구와 중앙광장은 지상(1층)에 있다.
단선 승강장의 1번선이 존재하는 것은, 간사이 국제공항개항 시 교토로부터 같은 공항까지의 액세스 열차로서 한큐 전철 교토 본선 가와라마치역으로부터 당역까지 직통 우등 열차를 운행하는 구상이 있어, 1번선이 그 발착 승강장으로서 예정되어 있던것에 의한다. 개통 당초는 1일 1개만의 사용으로, 그 이외의 열차는 섬식 승강장(2,3번선)에 발착하고 있었다. 현행 다이어에서는 1번선으로부터의 발차는 1일 2개이지만, 러쉬 시에는 1번선을 하차 전용 승강장으로서 승객을 내린 후, 승강장 안쪽의 유치선에 들어가, 그 후 재발차 2,3번선에 입선해 발차한다고 하는 형태로 1번선을 활용하고 있다. 유치선에는 낮과 야간에 차량이 유치된다.

#### 승강장
| 번호  | 노선          | 행선 |
| ----- | ------------- | --- |
| 1 - 3 | 사카이스지 선 | 닛폰바시・사카이스지혼마치・덴진바시스지 6초메・ (한큐 선 전철) 아와지・기타센리・다카쓰키시・교토 (가와라마치) 방면 |

역사는 양 노선의 공용이 되고 있어 난카이 철도와 사카이스지 선의 역 입구가 서로 마주 보고 있어, 상호 환승이 용이하다. 지하철 덴가차야 역 개업 당시는, 난카이 본선·고야 선의 고가 공사가 완성되지 않았기 때문에 지하철 전용 가설 출입구가 설치되어 있었다.
난카이 철도의 환승 안내는, 사카이스지 선과 직통하는 한큐 전철 교토 본선·기타센리(센리 선)방면도 표시하고 있다.

## 역 주변
- 국도 제26호선
- 니시나리 도서관
- 니시나리 구청
- 니시나리 우체국
- 덴가차야 역 상점가
- 오사카 시영 지하철 요쓰바시 선 기시노사토 역

## 역사
- 1885년 12월 29일: 한카이 철도 개업과 동시에 덴가차야 역 영업 개시.
- 1898년 10월 1일: 회사 합병으로 난카이 철도역이 됨.
- 1900년 10월 26일: 난카이 덴노지 지선 개통.
- 1901년 5월: 당역 객차고 설치.
- 1903년: 덴가차야 공장 설치.
- 1926년 12월: 당역 ~ 고하마 역간 복선화 완성.
- 1936년: 차고 업무 이전.
- 1944년 6월 1일: 회사 합병으로 긴키 닛폰 철도역이 됨.
- 1945년
  - 3월 13일: 당역 및 공장 전재 피해.
  - 3월 17일: 당역 공장 전재 피해.
- 1947년 6월 1일: 노선 양도하면서 난카이 전기 철도역이 됨.
- 1948년
  - 10월 10일: 당역 역사 전재 피해 복구 공사 준공 완료.
  - 11월 12일: 당역 신역사 사용 개시.
  - 12월 5일: 당역 공장 전재 피해 복구 공사 준공 완료.
- 1954년 3월: 당역 지하도 완성.
- 1982년 3월 1일: 덴가차야 공장 폐지, 지요다 공장으로 이전됨.
- 1984년 11월 18일: 난카이 덴노지 지선 일부 구간 폐지. (덴가차야 - 이마이케 간)
- 1993년
  - 3월 4일: 오사카 시영 지하철 사카이스지 선 덴가차야 역 영업 개시.
  - 4월 18일: 난카이 덴가차야 역 서측 2선 복선화.
- 1994년 10월 28일: 난카이 철도 고야 선 덴가차야 역 고가화.
- 1995년 11월 1일: 난카이 철도 덴가차야 역 고가화 완성.
- 1996년
  - 10월 26일: 난카이 본선의 "라피드β"・공항급행・구간급행・준급정차 개시.
  - 11월 24일: 난카이 고야 선 구간급행・준급정차 개시.
- 2000년 12월 23일: 난카이 고야 선의 특급・급행 정차 개시, 고야 선 전 열차 정차역으로 승격됨.
- 2001년 3월 24일: 난카이 본선 특급 "서든"・급행 정차 개시. "라피드α"도 일부 정차 개시, 이 다이어 개정으로부터 난카이 본선과 고야 선의 상호 환승역에 승격됨.
- 2003년 2월 22일: 난카이 본선의 "라피드α" 전 열차 정차 개시, 난카이 본선 전 열차 정차역으로 승격됨.

## 사진

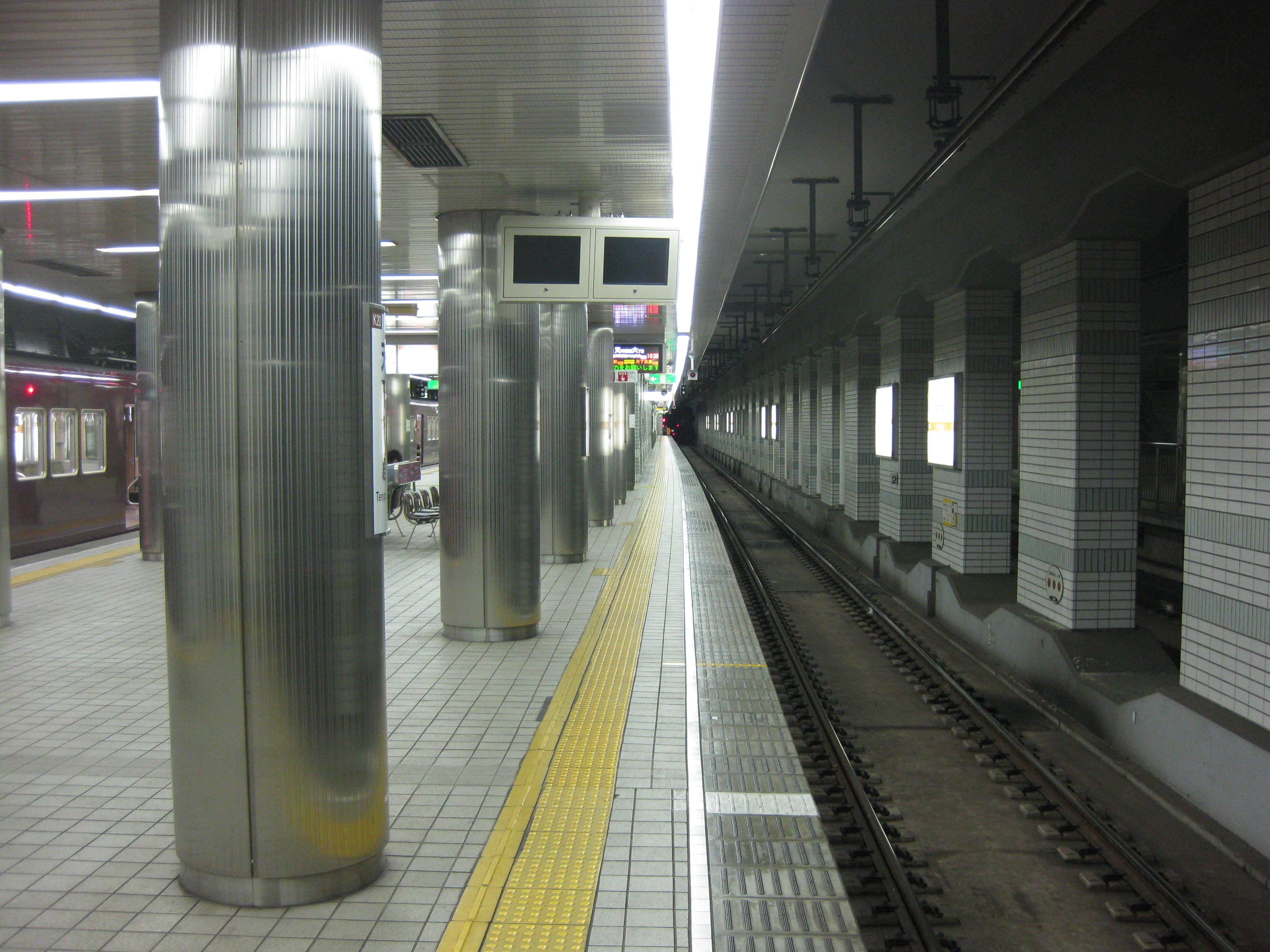
지하철 승강장
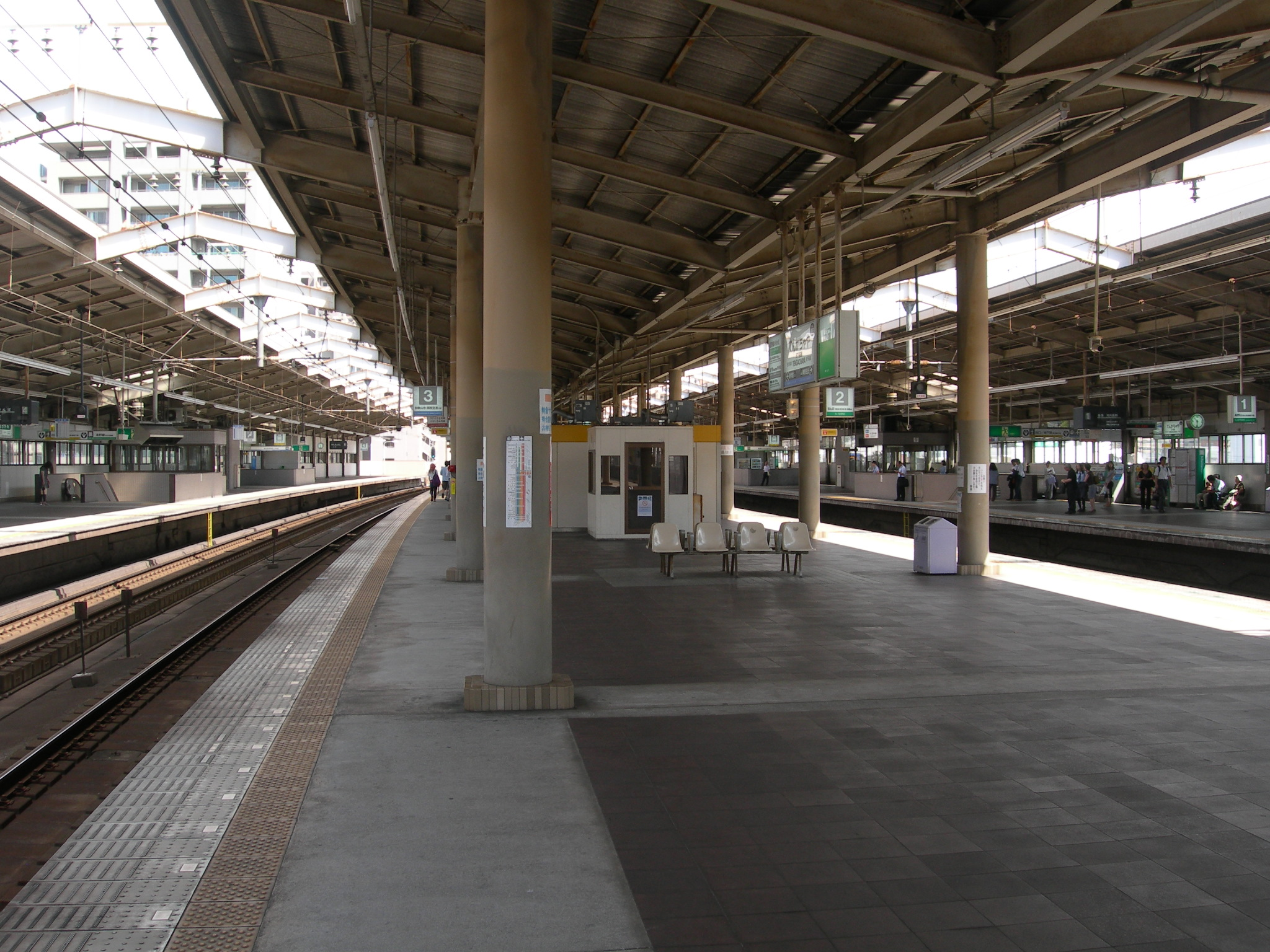
난카이 철도 2,3번 승강장
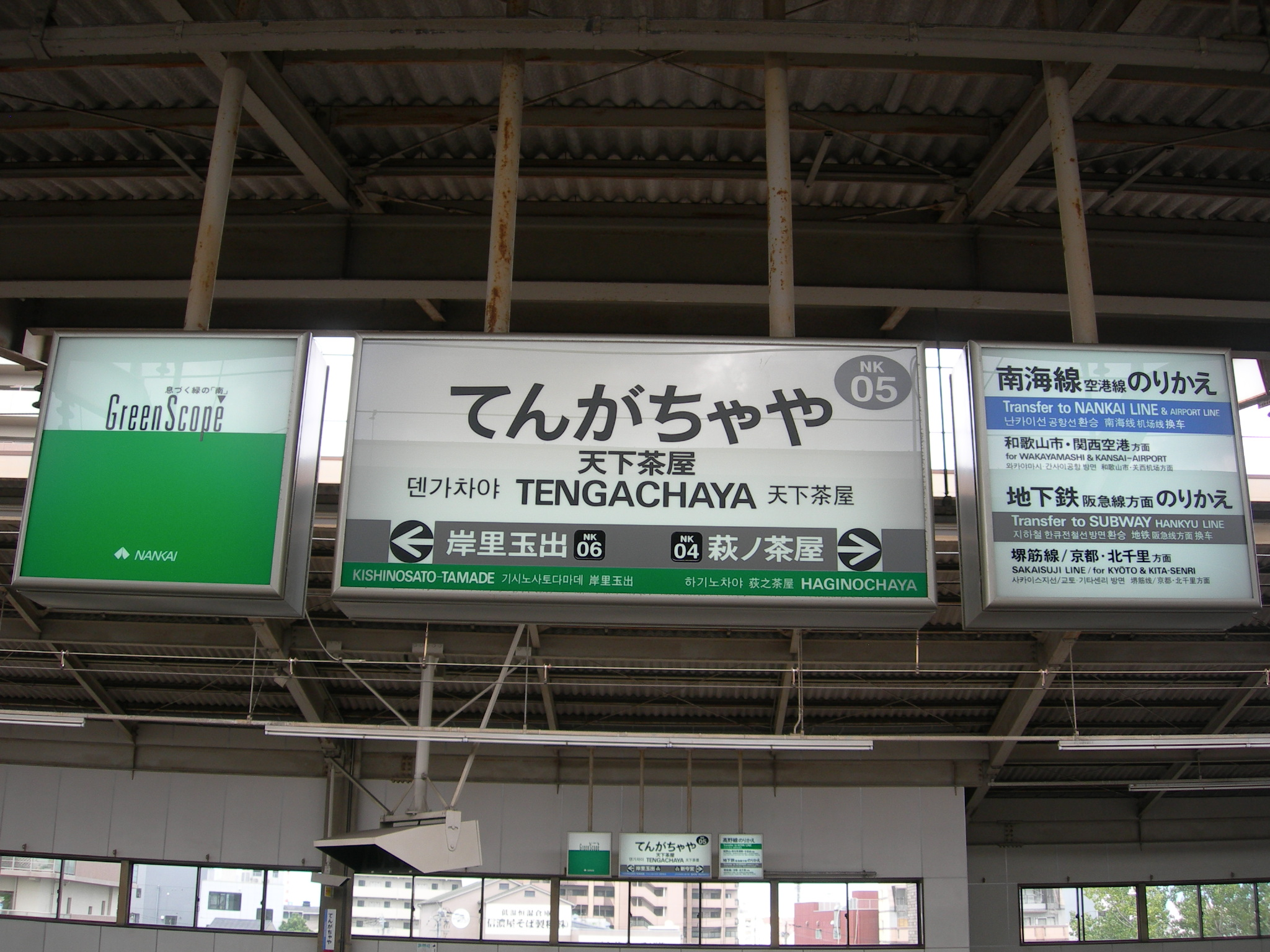
난카이 철도 역명판
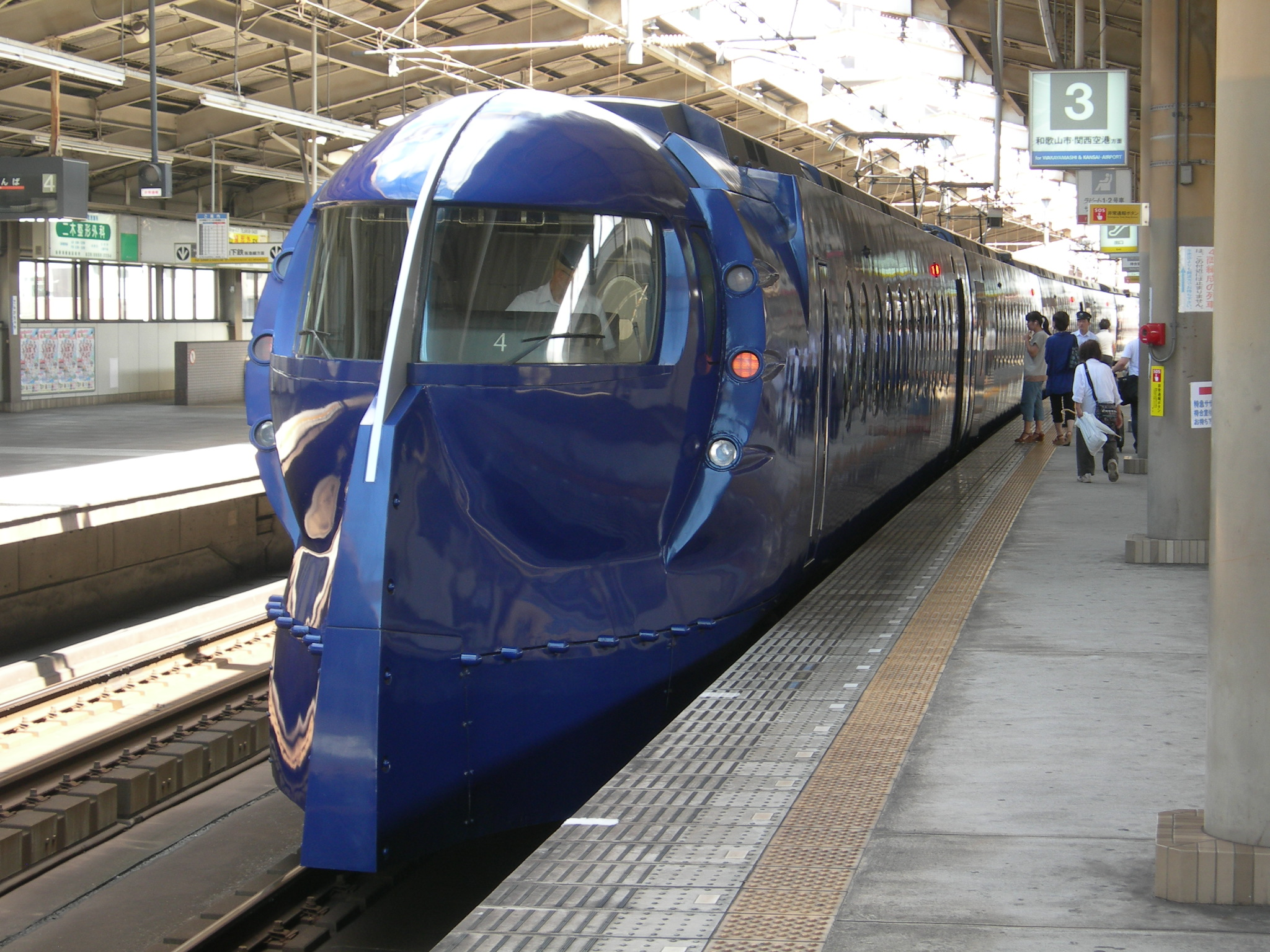
3번 승강장에 정차 중인 특급 열차

## 인접역
| 난카이 전기철도 난카이 본선              | 난카이 전기철도 난카이 본선 | 난카이 전기철도 난카이 본선             |
| ---------------------------------------- | --------------------------- | --------------------------------------- |
| NK03 신이마미야 난바 방면                | ■ 난카이 본선 준급 이상     | 사카이 NK11 와카야마시 방면             |
| NK03 신이마미야 난바 방면                | ■ 난카이 본선 보통          | 기시노사토다마데 NK06 와카야마시 방면   |
| 난카이 전기철도 고야 선                  |                             |                                         |
| NK03 신이마미야 난바 방면                | ■ 고야 선 준급 이상         | 사카이히가시 NK56 고쿠라쿠바시 방면     |
| NK04 하기노차야 난바 방면                | ■ 고야 선 각역정차          | 기시노사토다마데 NK06 고쿠라쿠바시 방면 |
| ■ 오사카 메트로 사카이스지선             |                             |                                         |
| K17 닛폰바시 덴진바시스지 6초메 방면     | ■ 직통특급 "호즈"           | 시·종착역                               |
| K19 도부쓰엔마에 덴진바시스지 6초메 방면 | ■ 준급 ■ 보통               | 시·종착역                               |